# Ban Pha Mi
Ban Pha Mi is een plaats op de Doi Tung in de amphoe Mae Sai in Thailand tegen de grens met Myanmar. De plaats wordt voornamelijk bewoond door de Akha en heeft een school, namelijk de Choaporluang Uppatham5school.
Door de plaats gaat één hoofdweg, waar alle huizen aan staan.